# العلاقات البنينية الكندية
العلاقات البنينية الكندية هي العلاقات الثنائية التي تجمع بين بنين وكندا.

## مقارنة بين البلدين
هذه مقارنة عامة ومرجعية للدولتين:
| وجه المقارنة                                              | بنين            | كندا                     |
| --------------------------------------------------------- | --------------- | ------------------------ |
| المساحة (كم2)                                             | 114.76 ألف      | 9.98 مليون               |
| عدد السكان (نسمة)                                         | 11.18 مليون     | 35.70 مليون              |
| الكثافة السكانية (ن./كم²)                                 | 97.42           | 3.58                     |
| العاصمة                                                   | بورتو نوفو      | أوتاوا                   |
| اللغة الرسمية                                             | لغة فرنسية      | لغة إنجليزية، لغة فرنسية |
| العملة                                                    | فرنك غرب أفريقي | دولار كندي               |
| الناتج المحلي الإجمالي (بليون دولار)                      | 9.27 مليار      | 1.65 تريليون             |
| الناتج المحلي الإجمالي (تعادل القوة الشرائية) بليون دولار | 22.38 مليار     | 1.59 تريليون             |
| الناتج المحلي الإجمالي الاسمي للفرد دولار أمريكي          | 762             | 43.25 ألف                |
| الناتج المحلي الإجمالي للفرد دولار أمريكي                 | 2.03 ألف        | 45.07 ألف                |
| مؤشر التنمية البشرية                                      | 0.480           | 0.913                    |
| رمز المكالمات الدولي                                      | +229            | +1                       |
| رمز الإنترنت                                              | .bj             | .ca                      |
| المنطقة الزمنية                                           | ت ع م+01:00     |                          |

## منظمات دولية مشتركة
يشترك البلدان في عضوية مجموعة من المنظمات الدولية، منها:
| علم المنظمة | اسم المنظمة                               | تاريخ انضمام بنين | تاريخ انضمام كندا |
| ----------- | ----------------------------------------- | ----------------- | ----------------- |
|             | مؤسسة التنمية الدولية                     | 16 سبتمبر 1963    | 24 سبتمبر 1960    |
|             | البنك الإفريقي للتنمية                    | ?                 | ?                 |
|             | يونسكو                                    | 18 أكتوبر 1960    | 4 نوفمبر 1946     |
|             | مؤسسة التمويل الدولية                     | 5 فبراير 1987     | 20 يوليو 1956     |
|             | منظمة حظر الأسلحة الكيميائية              | ?                 | ?                 |
|             | الأمم المتحدة                             | 20 سبتمبر 1960    | 9 نوفمبر 1945     |
|             | الاتحاد الدولي للاتصالات                  | 1961              | 1 يوليو 1908      |
|             | منظمة الشرطة الجنائية الدولية             | ?                 | ?                 |
|             | البنك الدولي للإنشاء والتعمير             | 10 يوليو 1963     | 27 ديسمبر 1945    |
|             | الاتحاد البريدي العالمي                   | ?                 | ?                 |
|             | المركز الدولي لتسوية المنازعات الاستشارية | 14 أكتوبر 1966    | 1 ديسمبر 2013     |
|             | وكالة ضمان الاستثمار متعدد الأطراف        | 26 سبتمبر 1994    | 12 أبريل 1988     |
|             | منظمة التجارة العالمية                    | ?                 | ?                 |

## وصلات خارجية
- موقع وزارة الخارجية الكندية